# Plananobius
Plananobius is een monotypisch geslacht van kevers uit de familie van de klopkevers (Anobiidae).

## Soort
- Plananobius aureopubens Pic, 1903